# فريتس شتيدري
فريتس شتيدري (بالألمانية: Fritz Stiedry)‏ ـ (فيينا، النمسا، 11 أكتوبر 1883 ـ زيورخ، سويسرا، 8 أغسطس 1968) هو مؤلف موسيقي وقائد أوركسترا نمساوي.

## حياته
كان شتيدري طالبًا يدرس الحقوق بجامعة فيينا عندما اكتشف غوستاف مالر موهبته الموسيقية، فعينه مساعدًا له في دار أوبرا البلاط في فيينا سنة 1907.
نزح شتيدري من ألمانيا في أعقاب تولي هتلر الحكم سنة 1933، ليعمل قائدًا رئيسيًا في أوركسترا ليننغراد الفيلهارمونية في الفترة من 1934 إلى 1937، وتدربت الأوركسترا تحت قيادته على السيمفونية الرابعة لشوستاكوفيتش، غير أن العرض الأول للسيمفونية أُلغي لأسباب يرجح أنها سياسية.
في سنة 1937، نزح شتيدري من الاتحاد السوفيتي إلى الولايات المتحدة، ليقود الأوركسترا في نيويورك لعزف أعمال باخ وهايدن وموتسارت، ثم عاد في سنة 1945 إلى الأوبرا، فقاد أوبرا ليريك شيكاغو وأوبرا ميتروبوليتان، وشارك في تأسيس ورشة عمل كلية هنتر للأوبرا.
كان شتيدري قد شارك أيضًا في تأسيس أوركسترا أذربيجان السيمفونية الحكومية.

## وفاته
توفي شتيدري في مدينة زيورخ السويسرية سنة 1968، عن عمر ناهز الرابعة والثمانين.

## روابط خارجية
- فريتس شتيدري على موقع مونزينجر (الألمانية)
- فريتس شتيدري على موقع ميوزك برينز (الإنجليزية)
- فريتس شتيدري على موقع أول ميوزيك (الإنجليزية)
- فريتس شتيدري على موقع ديسكوغز (الإنجليزية)